# Signed Sealed & Delivered (album)
| Recensione | Giudizio |
| ---------- | -------- |
| AllMusic   |          |

Signed Sealed & Delivered è un album in studio del musicista statunitense Stevie Wonder, pubblicato il 7 agosto 1970.

## Tracce
1. Never Had a Dream Come True – 3:13 (Henry Cosby, Sylvia Moy)
2. We Can Work It Out – 3:19 (John Lennon, Paul McCartney)
3. Signed, Sealed, Delivered I'm Yours – 2:39 (Lee Garrett, Lula Mae Hardaway, Wonder, Syreeta Wright)
4. Heaven Help Us All – 3:13 (Ron Miller)
5. You Can't Judge a Book By Its Cover – 2:32
6. Sugar – 2:52
7. Don't Wonder Why – 4:54 (Wonder)
8. Anything You Want Me To Do – 2:19
9. I Can't Let My Heaven Walk Away – 2:19 (Wonder)
10. Joy (Takes Over Me) – 2:12
11. I Gotta Have a Song – 2:32
12. Something to Say – 3:26 (Wonder)